# Vytautas Barkauskas
Vytautas Barskauskas (født 25. marts 1931 i Kaunas, død 25. april 2020 i Vilnius, Litauen) var en litauisk komponist, pianist, professor og lærer.
Barskauskas studerede klaver på Musikkonservatoriet i Vilnius og senere komposition på det Litauske Stats Musikkonservatorium hos Antanas Raciunas og Eduardas Balsys. Han studerede også komposition hos Nadia Boulanger i Paris. Barkauskas har skrevet 7 symfonier, orkesterværker, kammermusik, koncertmusik, korværker, vokalmusik etc. Han var professor i komposition på det Litauske Stats Musikkonservatorium. Barskauskas var i sin musik inspireret af Krzysztof Penderecki, Witold Lutoslawski og György Ligeti. Han fik tildelt flere priser f.eks. den Litauske Stats Pris (2003) og den Nationale Pris for Kunst og Kultur (2005).

## Udvalgte værker
- Symfoni nr. 1 (1963) - for orkester
- Symfoni nr. 2 (1971) - for orkester
- Symfoni nr. 3 (1979) - for orkester
- Symfoni nr. 4 (1984) - for orkester
- Symfoni nr. 5 (1986) - for orkester
- Symfoni nr. 6 (2001) - for orkester
- Symfoni nr. 7 (2010) - for orkester
- Klaverkoncert (?) - for klaver og orkester